# Resa mot okänt mål
Resa mot okänt mål är ett musikalbum från 1971 av den svenska rockgruppen Kebnekaise.
Inspelningen skedde i Studio decibel i augusti 1971. Tekniker var Anders Lind och Bengt Göran Staaf. Skivnummer Silence SRS 4605, CD-utgåva SRSCD 3606 (2001).

## Låtlista
Sida A
1. "Tänk på livet" - 5:00
2. "Frestelser i stan" - 4:48
3. "Orientens Express" - 2:07
4. "Resa mot okänt mål" - 7:15

Sida B
1. "Jag älskar sommaren" - 10:50
2. "Förberedelser till fest" - 3:37
3. "Kommunisera" - 5:15

## Medverkande musiker
- Pelle Ekman, trummor
- Kenny Håkansson, gitarr, sång
- Bella Linnarsson, bas
- Rolf Scherrer, gitarr

- "Homo sapiens kör"
  - Gunnar Andersson
  - Mats Glenngård
  - Pelle Lindström
  - Thomas Netzler